# Hans Erzer
Hans Erzer (* 8. März 1915 in Dornach oder Basel; † 4. Dezember 2009 in Solothurn) war ein Schweizer Jurist und Politiker (FDP).

## Leben

### Familie
Hans Erzer war der Sohn des Holzhändlers Arthur Leo Erzer, Verwaltungsratspräsident der Metallwerke Dornach (später Swissmetal), und dessen Ehefrau Elisa (geb. Spaar)
Ab 1943 war er mit Adelheid (geb. von Arx) († 1990) verheiratet und lebte ab 1961 in Lohn-Ammannsegg; gemeinsam hatten sie drei Söhne.
Seine Urne wurde auf dem Friedhof in Lohn-Ammansegg beigesetzt und später wurde beim Gemeinschaftsgrab ein Seelenblatt angebracht.

### Werdegang
Nach dem Besuch des Humanistischen Gymnasiums (heute Gymnasium am Münsterplatz) in Basel, begann Hans Erzer ein Studium der Rechtswissenschaften an der Universität Basel und promovierte 1938 mit seiner Dissertation Das fiduciarische Rechtsgeschäft im schweizerischen Recht zum Dr. jur.
Von 1941 bis 1945 war er juristischer Sekretär am solothurnischen Bau- und Landwirtschaftsdepartement und erwarb in dieser Zeit das Patent als Fürsprecher und Notar. Er wurde 1945 Amtsschreiber in Breitenbach, bevor er später Direktionssekretär der Schweizerischen Isola-Werke Breitenbach wurde und bis 1953 in dieser Stellung blieb.
Hans Erzer war Verwaltungsrat (ab 1980 Vizepräsident) bei der Atel in Olten und bei verschiedenen Privatbahnen.
Seinen Militärdienst hatte er als Füsilier in einer Schwarzbuben-Einheit geleistet.

### Politisches und gesellschaftliches Wirken
Von 1948 bis 1961 war Hans Erzer Ammann der Einwohner- und Bürgergemeinde Breitenbach; er war auch erster Präsident des Verbands Solothurner Einwohnergemeinden.
In der Zeit von 1957 bis 1961 war er freisinniger Kantonsrat, bevor er von 1961 bis zu seinem Rücktritt 1981, als Nachfolger von Otto Stampfli, Regierungsrat des Kantons Solothurn war und dabei das Bau-, Verkehrs- und Landwirtschaftsdepartement leitete. Vorwiegend beschäftigte er sich in diesem Amt mit der Umsetzung der Landesplanung im Kanton Solothurn, war verantwortlich für die Ausführung der 2. Juragewässerkorrektion, bekämpfte die geplante Schiffbarmachung der Aare, dem Nationalstrassenbau der A1 sowie A2 und dem Gewässerschutz, unter anderem wurde unter seiner Führung die Abwasserregion Solothurn-Emme (siehe auch dessen Zweckverband) geschaffen. 1972 wurde ihm in seinem Baudepartement das Amt für Raumplanung unterstellt. Er prägte auch ganz besonders das 1978 verabschiedete Planungs- und Baugesetz des Kantons Solothurn. Nach seinem Rücktritt als Regierungsrat wurde Walter Bürgi (1934–2019) 1981 sein Nachfolger als Direktor des Bau- und Landwirtschaftsdepartements.
Hans Erzer wurde mehrfach zum Vize-Landammann (1963, 1967, 1978) und zum Landammann (1964, 1969, 1974, 1979) gewählt.
1973 trat er von seinem Amt als Präsident der kantonalen Landwirtschaftsdirektoren-Konferenz zurück; sein Nachfolger wurde Ernst Blaser (1922–1994).
Er setzte sich mit Vorliebe für die Interessen der Schwarzbuben ein.

## Mitgliedschaften
Hans Erzer war Ehrenmitglied bei der Schwarzbuben-Vereinigung Solothurn und Umgebung und bei der Magdalenen-Zunft Dornach.

## Schriften (Auswahl)
- Das fiduciarische Rechtsgeschäft im schweizerischen Recht. 1938.
- Staat und Künstler. In: Jurablätter, Band 36, Heft 5. 1984. S. 70–74 (Digitalisat).
- Kunst- und Kulturpreis 1979. In: Jurablätter, Band 42, Heft 2. 1980. S. 27–30 (Digitalisat).
- Ein Blick zurück – vorwiegend heiter. Solothurn: Vogt-Schild, 1983.[30]